# Protagoras (Mondkrater)
Protagoras ist ein relativ kleiner Einschlagkrater, der in der Ebene des Mare Frigoris südöstlich des Kraters Archytas auf der Mondvorderseite liegt.
| Buchstabe | Position          | Durchmesser | Link |
| --------- | ----------------- | ----------- | ---- |
| B         | 56,42° N, 5,68° O | 4 km        |      |
| E         | 49,52° N, 0,52° O | 6 km        |      |

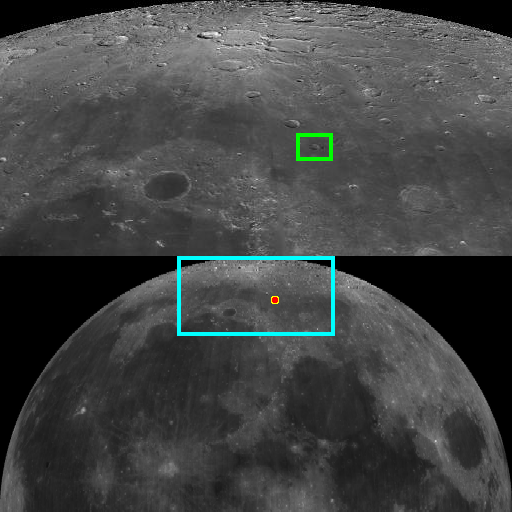
Lage von Protagoras

Der Krater wurde 1935 von der IAU nach dem griechischen Philosophen Protagoras offiziell benannt.